# Roškovce
Roškovce (bis 1927 slowakisch „Rožkovce“; ungarisch Ruskóc)  ist eine Gemeinde im Nordosten der Slowakei mit 132 Einwohnern (Stand 31. Dezember 2024), die zum Okres Medzilaborce, einem Kreis des Prešovský kraj gehört und in der traditionellen Landschaft Zemplín liegt.

## Geographie

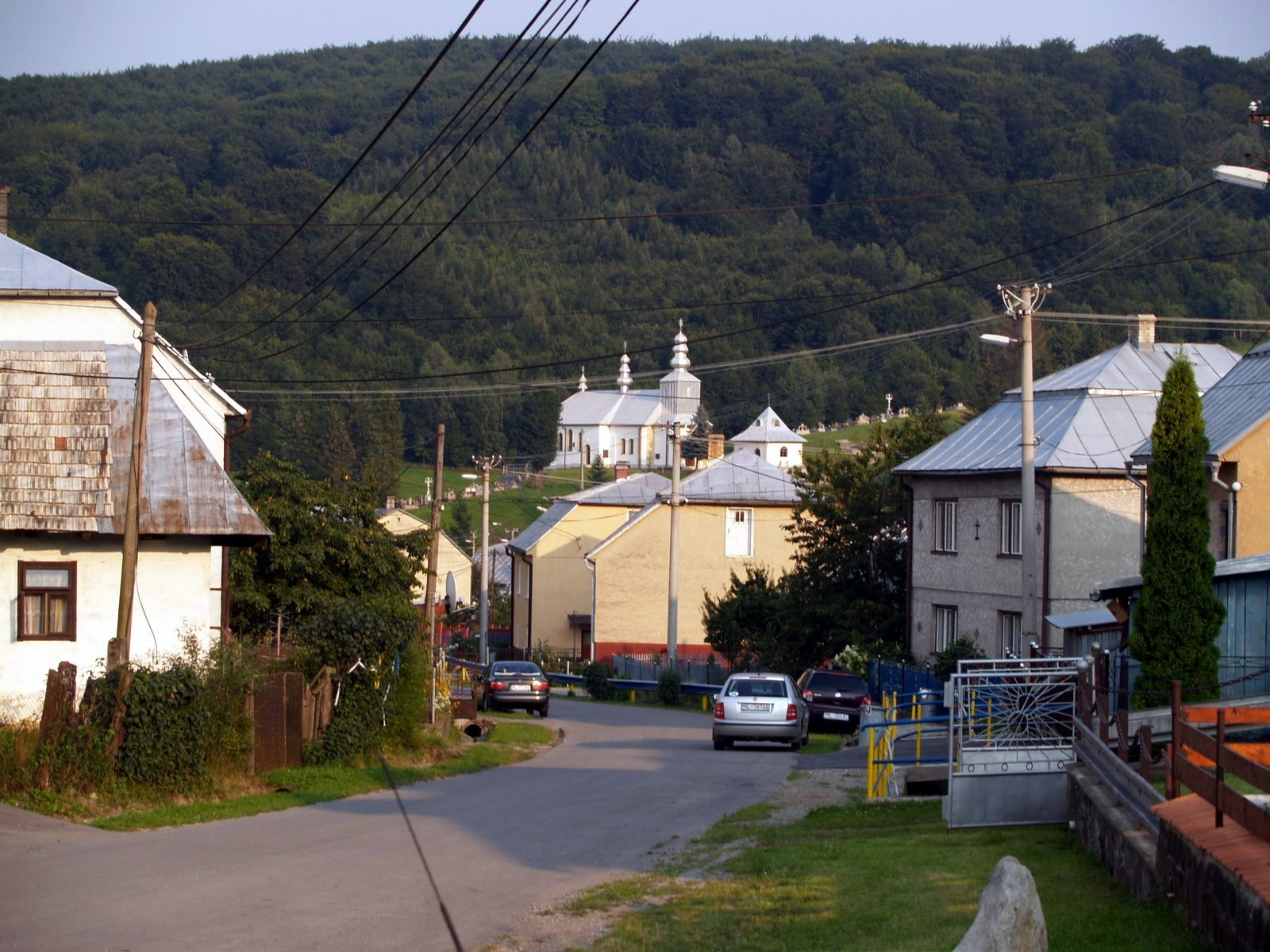
Roškovce

Die Gemeinde befindet sich in den Niederen Beskiden im Bergland Laborecká vrchovina, im Tal des Baches Sukovský potok im Einzugsgebiet des Laborec. Das Ortszentrum liegt auf einer Höhe von 339 m n.m. und ist 10 Kilometer von Medzilaborce entfernt (Straßenentfernung).
Nachbargemeinden sind Malá Poľana im Norden, Rokytovce im Nordosten, Krásny Brod im Osten, Sukov im Südosten und Süden, Repejov und über einen Berührungspunkt Varechovce im Südwesten und Bystrá im Westen.

## Geschichte
Roškovce wurde zum ersten Mal 1478 als Roskocz schriftlich erwähnt, weitere historische Bezeichnungen sind unter anderen Ruskowcze (1773) und Rosskowce (1808). Das Dorf war Teil der Herrschaft von Humenné. Gegen Mitte des 16. Jahrhunderts wurden vier Porta verzeichnet.
1715 gab es 13 Haushalte. 1787, als die Gutsherren aus der Familie Kéry stammten, hatte die Ortschaft 50 Häuser und 316 Einwohner, 1828 zählte man 34 Häuser und 267 Einwohner, die als Hirten und Waldarbeiter tätig waren.
Bis 1918 gehörte der im Komitat Semplin liegende Ort zum Königreich Ungarn und kam danach zur Tschechoslowakei beziehungsweise heute Slowakei. In der Zeit der ersten tschechoslowakischen Republik waren die Einwohner als Landwirte beschäftigt. Nach dem Zweiten Weltkrieg pendelte ein Teil der Einwohner zur Arbeit in Industriebetriebe in der Umgebung, die Landwirte waren privat organisiert.

## Bevölkerung
| Jahr                | 1994 | 2004     | 2014     | 2024     |
| ------------------- | ---- | -------- | -------- | -------- |
| Anzahl der Personen | 246  | 217      | 185      | 132      |
| Unterschied         |      | −11,78 % | −14,74 % | −28,64 % |

| Jahr                | 2023 | 2024    |
| ------------------- | ---- | ------- |
| Anzahl der Personen | 139  | 132     |
| Unterschied         |      | −5,03 % |

Nach der Volkszählung 2011 wohnten in Roškovce 194 Einwohner, davon 114 Russinen, 75 Slowaken und ein Rom. Vier Einwohner machten keine Angabe zur Ethnie.
181 Einwohner bekannten sich zur griechisch-katholischen Kirche, sieben Einwohner zur römisch-katholischen Kirche und ein Einwohner zur orthodoxen Kirche. Bei fünf Einwohnern wurde die Konfession nicht ermittelt.

## Bauwerke
- griechisch-katholische Kirche Schutz der allheiligen Gottesmutter im barock-klassizistischen Stil aus dem Jahr 1766[6]

## Verkehr
Nach Roškovce führen die Cesta III. triedy 3869 („Straße 3. Ordnung“) von Krásny Brod sowie die Cesta III. triedy 3865 von Sukov heraus. Die III/3869 führt weiter nach Varechovce als unbefestigte Straße. Der nächste Bahnanschluss ist in Krásny Brod an der Bahnstrecke Michaľany–Łupków.